# Alvaschein
Alvaschein ⓘ (rätoromanisch Alvaschagnⓘ [(d)alvɐˈʒaɲ]) ist ein Dorf in der Gemeinde Albula/Alvra im Schweizer Kanton Graubünden, die zum Bezirk Albula gehört.
Bis am 31. Dezember 2014 war Alvaschein eine eigenständige politische Gemeinde. Am 1. Januar 2015 fusionierte sie mit den Gemeinden Alvaneu, Brienz/Brinzauls, Mon, Stierva, Surava und Tiefencastel zur neuen Gemeinde Albula/Alvra.

## Geographie

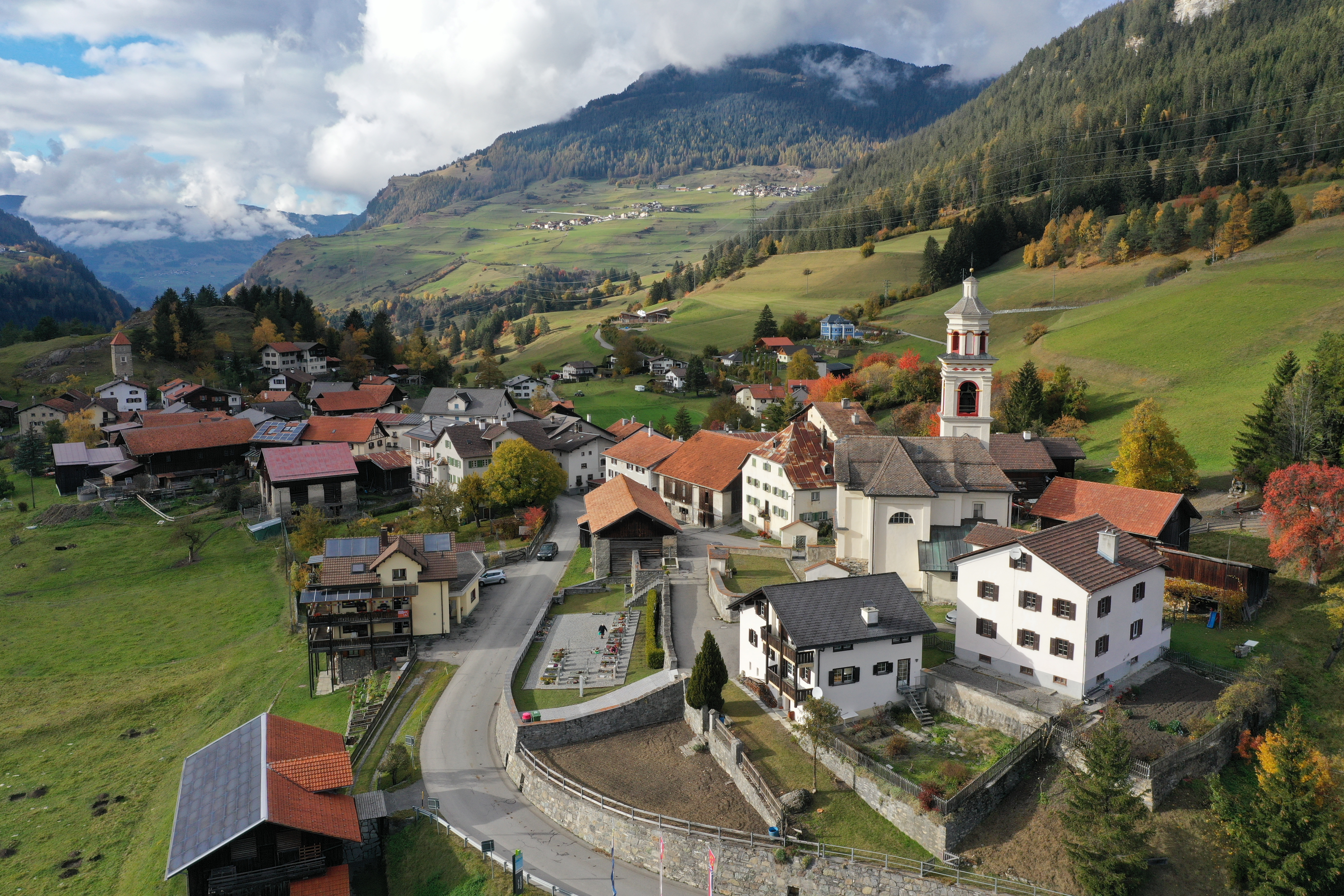
Alvaschein Dorf

Der Ort liegt in der Region Surmeir in verkehrsgünstiger Lage auf einer Terrasse nordöstlich über der Albula zwischen Churwalden und dem Zugang zu Julier- und Albulapass. Vom ehemaligen Gemeindegebiet von 406 ha sind 236 ha Wald, 127 ha landwirtschaftliche Nutzfläche (Wies- und Ackerland), 30 ha Siedlungsfläche und 13 ha unproduktive Fläche.
Alvaschein grenzt an Lantsch/Lenz und Vaz/Obervaz.

## Geschichte
Erstmals erwähnt wird der Ort in einer nur als spätere Abschrift erhaltenen Urkunde von 1154 anlässlich der Aufhebung des Frauenklosters in der Phrase coloniam unam de Aluisinis. Der Ortsname dürfte auf einen der im 8./9. Jahrhundert in Graubünden verbreiteten Personennamen Lupicinus oder Lubucio zurückgehen, vielleicht aber auch auf lateinisch Albesius, Albisius oder Albucius. Eine Variante mit anlautendem d erscheint zuerst 1551 als Dalwasein.

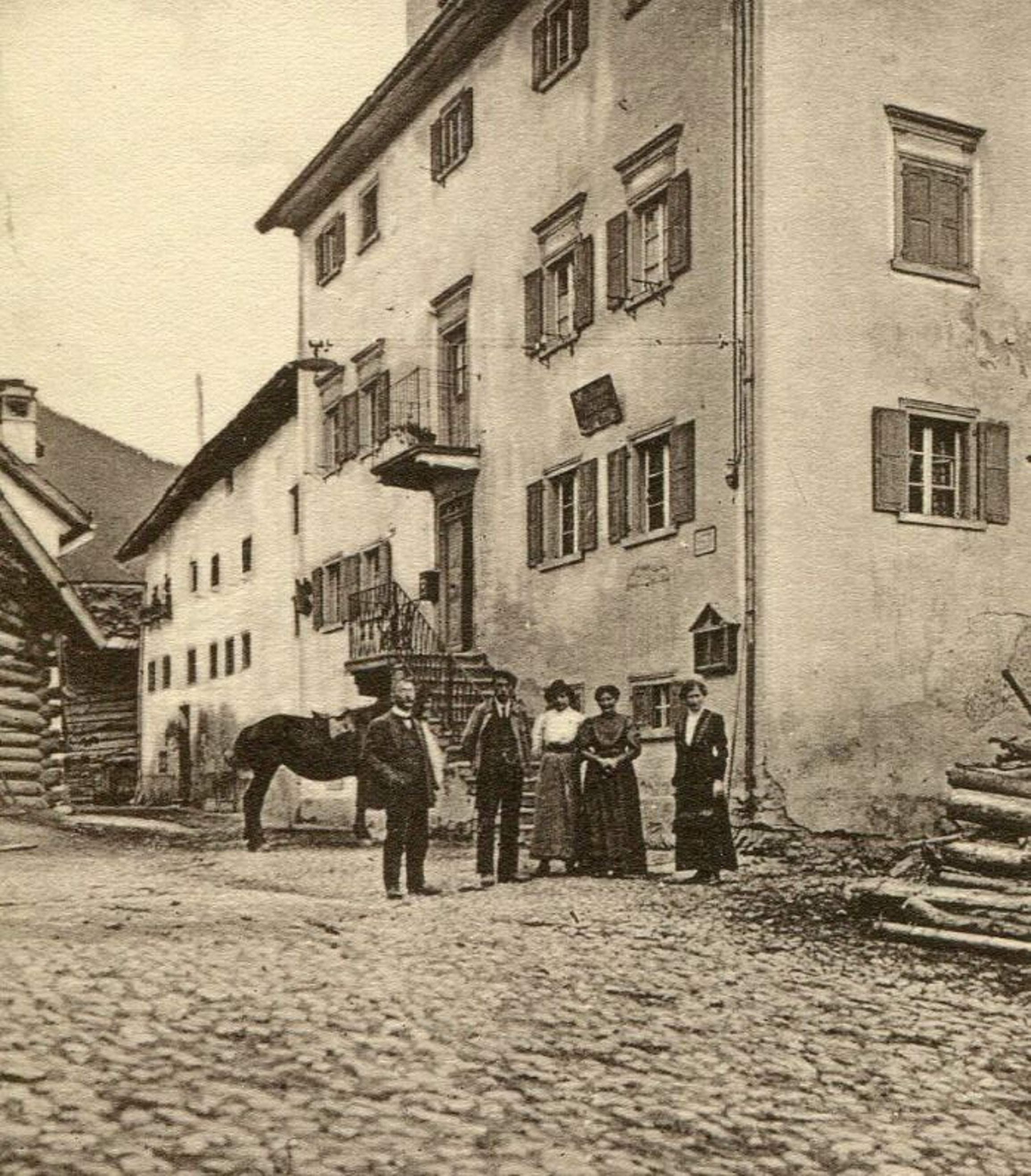
Ehemaliges Gasthaus zur Post, 1920

Auf Gemeindegebiet kamen bronzezeitliche Werkzeuge und, 1869 beim Bau der Schynstrasse, vergoldete hochmittelalterliche Reliefplatten ungesicherter Herkunft zum Vorschein. Alvaschein war vermutlich Zollstation im Grenzbereich der Herrschaften der Freiherren von Vaz und des Bischofs von Chur. Bis zur Aufhebung des nahen Frauenklosters Mistail 1154 gehörte Alvaschein kirchlich dorthin, danach zu Tiefencastel. 1653 bis 1657 erfolgte der Bau der barocken Pfarrkirche St. Joseph in Alvaschein durch Kapuziner, die sie bis 1922 betreuten. Ein bemerkenswertes Haus von 1580 mit Sgraffiti von Franz Appenzäller und Hans Ardüser dem Jüngeren überstand mit der Kirche den Brand von 1745.

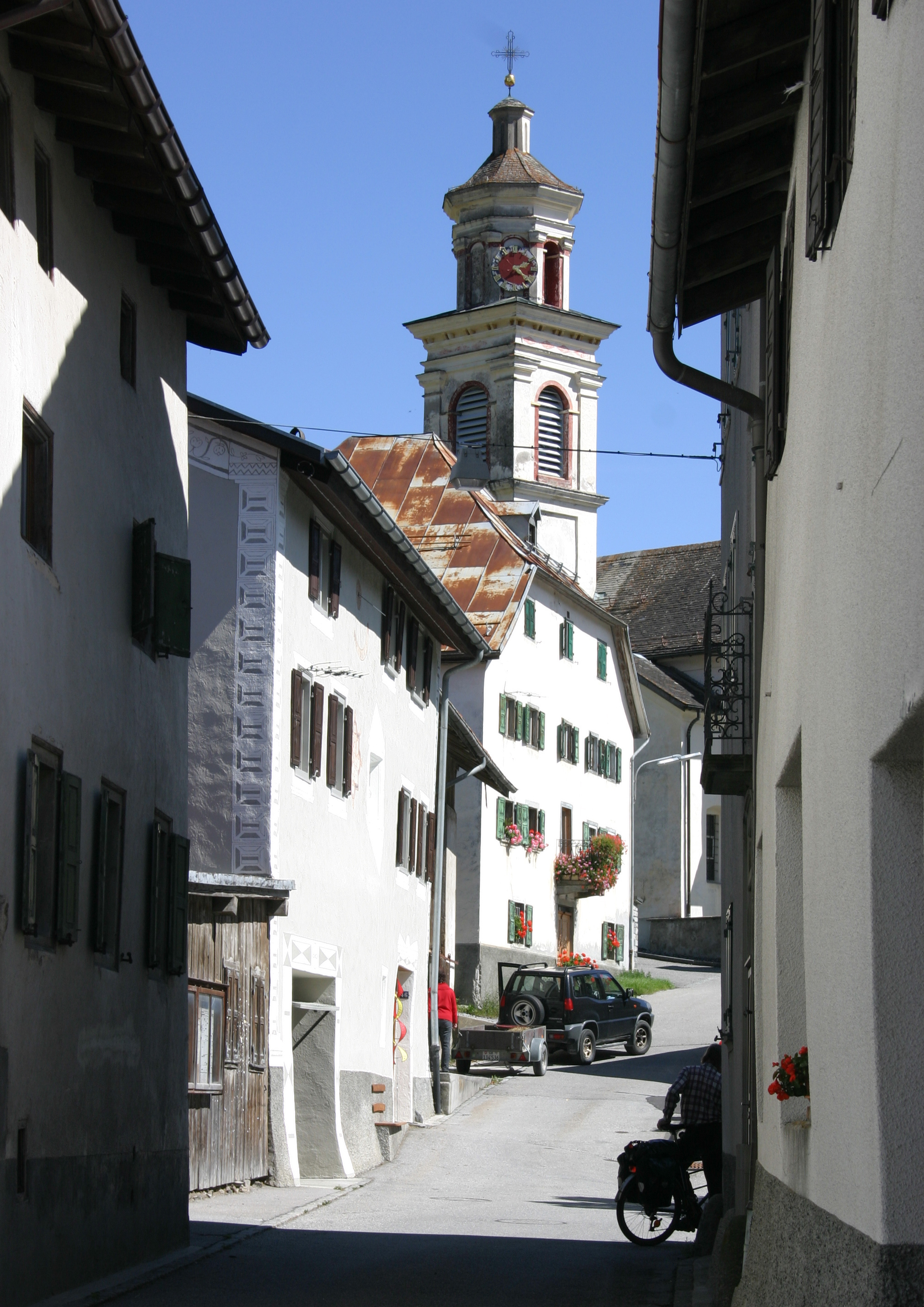
Kirche Alvaschein

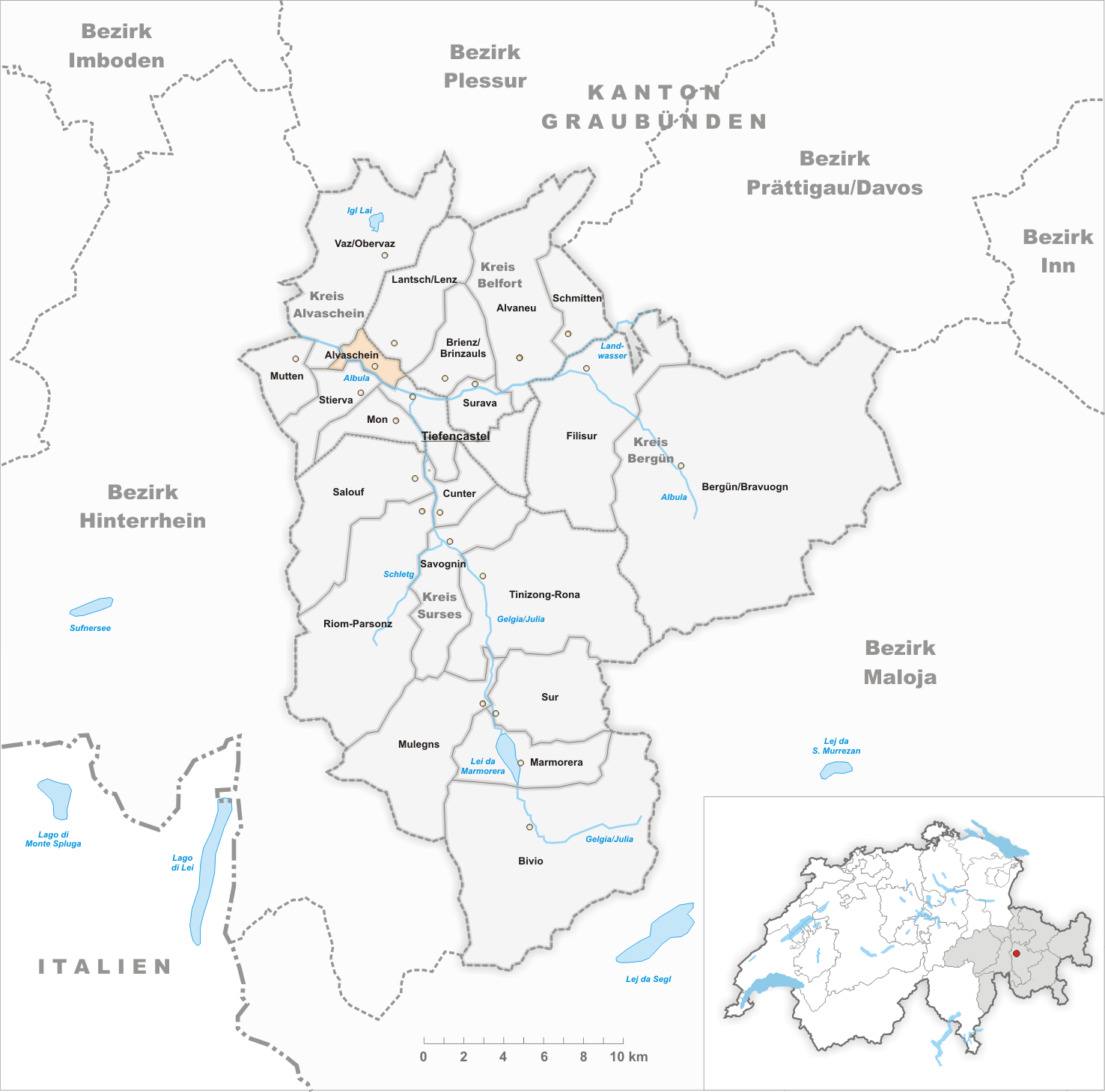
Gemeindestand vor der Fusion am 1. Januar 2015

Luftbild aus 2500 m von Walter Mittelholzer von 1928

Seit 1400 besitzt Alvaschein die Alpen in Altein bei Davos. Bis Mitte des 20. Jahrhunderts wurde vorwiegend Viehwirtschaft betrieben. Eine Güterzusammenlegung führte 1950 zur Verminderung von 676 auf 113 Einzelgrundstücke; 1990 bestanden nur noch vier landwirtschaftliche Betriebe. Arbeitsmöglichkeiten in der Nähe (Schynstrasse, RhB, Kraftwerk Niselas, Autostrasse) beeinflussten im 19. und 20. Jahrhundert wiederholt den Bevölkerungsstand. 1903 bis 1906 und 1929 bis 1964 baute die Gips-Union Zürich in Alvaschein Gips ab. Bis 1980 an der Durchgangsstrasse gelegen, ist Alvaschein seither wegen des Umfahrungstunnels isoliert. Auf dem Gebiet der ehemaligen Gemeinde befinden sich nahe der mittelalterlichen Furt die beiden Soliserbrücken und der Soliser Viadukt.
Bis 1950 sprachen fast alle Einwohner rätoromanisch, 1990 noch ca. 50 Prozent. Eine Schule besteht seit 1845. 1890 wurde ein neues Schulhaus gebaut, in dem 1893 21 und im Jahr 1966 28 Kinder unterrichtet wurden. 1983 waren es noch 5, daher wurde bis 1991 ein Konsortium mit Tiefencastel geführt.
Die Wasserlieferung an den 1989 vergrösserten Stausee Niselas des Elektrizitätswerkes der Stadt Zürich ermöglicht einen günstigen Steuerfuss. 1990 entstand ein Schul- und Mehrzweckgebäude. 2001 schafften die fünf Gemeinden des Kreises Alvaschein die bisher turnusgemäss auch in Alvaschein während 150 Jahren durchgeführte Landsgemeinde ab.

## Wappen
| Wappen von Alvaschein | Blasonierung: «Gespalten von Schwarz und Silber (Weiss); in Schwarz ein silberner Schlüssel, in Silber ein schwarzes Zimmermannsbeil» |
| Wappen von Alvaschein | |

## Bevölkerung
| Bevölkerungsentwicklung | Bevölkerungsentwicklung | Bevölkerungsentwicklung | Bevölkerungsentwicklung | Bevölkerungsentwicklung | Bevölkerungsentwicklung | Bevölkerungsentwicklung | Bevölkerungsentwicklung | Bevölkerungsentwicklung | Bevölkerungsentwicklung | Bevölkerungsentwicklung | Bevölkerungsentwicklung |
| ----------------------- | ----------------------- | ----------------------- | ----------------------- | ----------------------- | ----------------------- | ----------------------- | ----------------------- | ----------------------- | ----------------------- | ----------------------- | ----------------------- |
| Jahr                    | 1850                    | 1860                    | 1900                    | 1910                    | 1950                    | 1970                    | 1980                    | 1990                    | 2000                    | 2005                    | 2014                    |
| Einwohner               | 156                     | 137                     | 276 (Bahnbau)           | 165                     | 208                     | 235                     | 149                     | 145                     | 154                     | 143                     | 134                     |

Die Bevölkerung war in der zweiten Hälfte des 19. Jahrhunderts relativ stabil. Einen historischen Höchststand brachte das Jahr 1900 mit 276 Einwohnern. Viele davon waren allerdings Arbeiter, welche damals am Bau der Albulabahn mitwirkten. Aus dem gleichen Grund (Bauarbeiten) ist die Einwohnerzahl 1970 ebenfalls überdurchschnittlich hoch.

### Sprachen
Die ursprüngliche Mehrheitssprache war Rätoromanisch, das jedoch heute nur noch von einer Minderheit gesprochen wird.
| Sprachen in Alvaschein |                   |                   |                   |                   |                   |                   |
| Sprachen               | Volkszählung 1980 | Volkszählung 1980 | Volkszählung 1990 | Volkszählung 1990 | Volkszählung 2000 | Volkszählung 2000 |
| Sprachen               | Anzahl            | Anteil            | Anzahl            | Anteil            | Anzahl            | Anteil            |
| Deutsch                | 73                | 48,99 %           | 64                | 44,13 %           | 82                | 53,25 %           |
| Rätoromanisch          | 71                | 47,65 %           | 67                | 46,21 %           | 62                | 40,26 %           |
| Italienisch            | 5                 | 3,36 %            | 2                 | 1,38 %            | 5                 | 3,25 %            |
| Einwohner              | 149               | 100 %             | 145               | 100 %             | 154               | 100 %             |

### Konfessionen

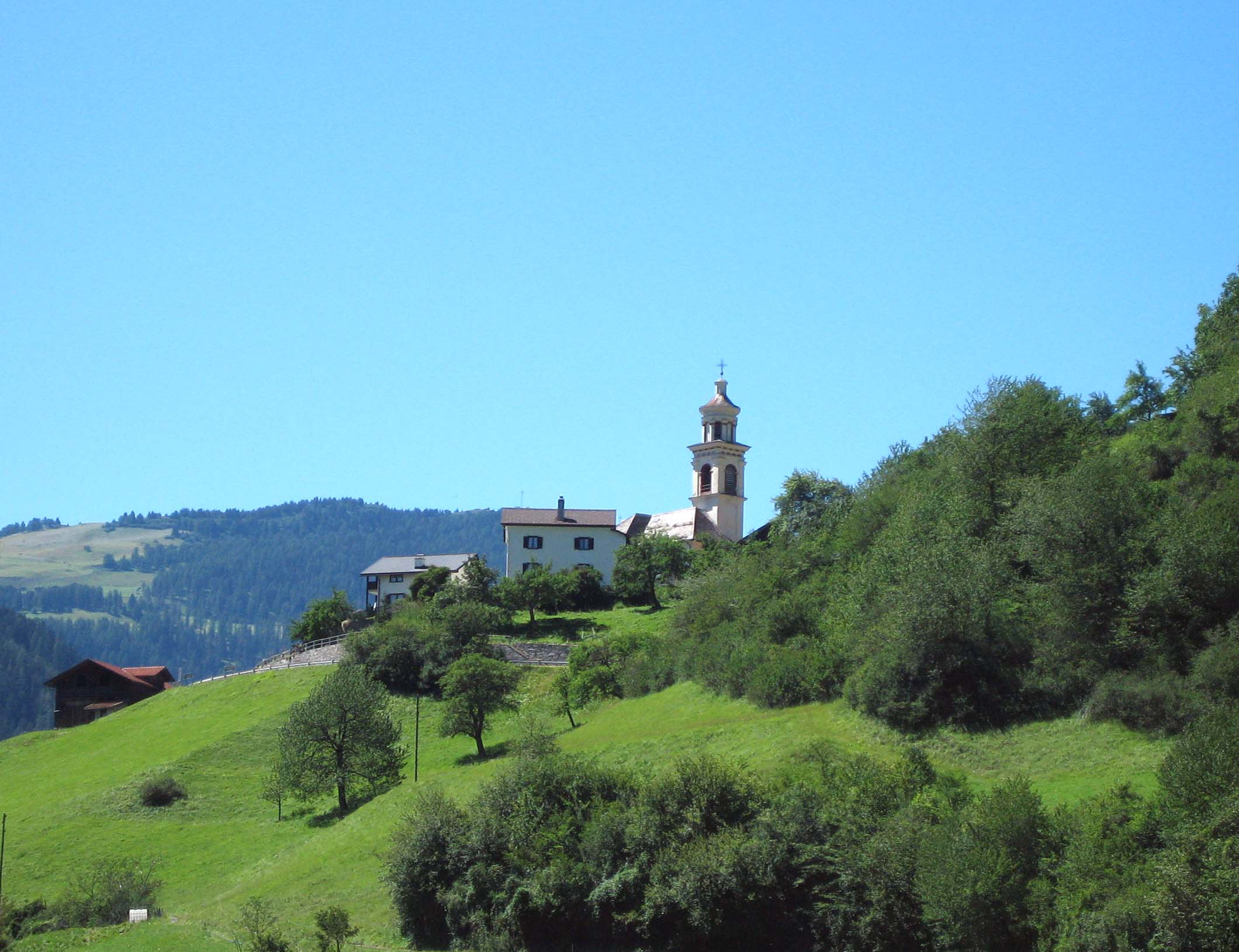
Kirche von Alvaschein

Zur Zeit der Reformation gehörte die Bevölkerung von Alvaschein zu denjenigen Gemeinden des Kantons, welche der «Alten Lehre» treu blieben. 2000 gab es 73 % römisch-katholische, 15 % evangelisch-reformierte und 2 % orthodoxe Christen. Daneben gab es 3 % Muslime und 2 % Konfessionslose. 5 % der Bevölkerung machten keine Angabe zu ihrem Glaubensbekenntnis.

### Nationalität
Von den 143 Bewohnern Ende 2005 waren 138 Schweizer Staatsangehörige. Die wenigen Zugewanderten kommen aus acht verschiedenen Ländern – darunter vor allem Deutschland und Serbien-Montenegro.

## Wirtschaft
Arbeitsstellen gibt es in Land- und Forstwirtschaft, im Gewerbe und im Dienstleistungssektor.

## Sehenswürdigkeiten
- Grösste Sehenswürdigkeit ist die in der Karolingerzeit erbaute Kirche St. Peter Mistail, welche ein kulturhistorisches Denkmal von europäischer Bedeutung ist. Die Dorfkirche St. Joseph wurde in den Jahren 1653 bis 1657 errichtet.
- Wohnhaus mit Fassadenmalerei[3]
- Soliser Viadukt